# Louis Stewart (componist)
Louis Stewart (Aberdeen (Washington), 1944) is een Amerikaans componist, muziekpedagoog, dirigent en pianist.

## Levensloop
Stewart studeerde aan het Whitman College in Walla Walla (Washington), waar hij zijn Bachelor of Music behaalde. Daarna ging hij naar het New England Conservatory in Boston (Massachusetts) en behaalde aldaar zijn Master of Music. Aan het Peabody Institute of the Johns Hopkins University in Baltimore (Maryland) promoveerde hij tot Doctor of Musical Arts. Tot zijn leraren behoorden Willis Stevens, Robert Goldsand en John Ogdon voor piano; Frederik Prausnitz en Atilio Poto voor orkestdirectie.
Als dirigent richtte hij zich op de interpretatie van nieuwe muziek en dirigeerde premières in New York, Seattle, Boston en Baltimore. Behalve in de Verenigde Staten was hij ook gastdirigent in Zuidoost-Azië.
Van 1971 tot 1977 was hij pianist en assistent-dirigent van de Martha Graham Dance Company en werd ook uitgenodigd een uitvoering met dit ensemble in het Witte Huis (Washington D.C.) te dirigeren. In de jaren 1970 schreef hij als componist voor producties van dit ensemble o.l.v. Tisa Chang.
In 1984 was Stewart medeoprichter van het Baltimore Improvisation Ensemble, dat vele uitvoeringen geeft aan de oostkust van de Verenigde Staten, vooral concerten op het "Piccolo Spoleto Festival" in Charleston (West Virginia). In 1995 was hij als gastdirigent uitgenodigd bij het Nusantara Symphony Orchestra in Jakarta.
Tegenwoordig is hij assistent-professor aan het Berklee College of Music te Boston.

## Composities

### Werken voor harmonieorkest
- 1996 Concertino, voor piano en harmonieorkest
- 1998 Folk Music, gebaseerd op de Amerikaanse folksong "He’s Gone Away" voor trompet en harmonieorkest

### Muziektheater

#### Balletten
| Voltooid in | titel           | aktes | première                                                                              | libretto | choreografie    |
| ----------- | --------------- | ----- | ------------------------------------------------------------------------------------- | -------- | --------------- |
| 1989        | Water and Stone |       | 1989, Baltimore (Maryland)                                                            |          | Julliet Forrest |
| 1993        | Beat Café       |       | 1993, Boston, American Concert Ballet                                                 |          |                 |
|             | Mutable Grounds |       | ?, Baltimore (Maryland), Baltimore Improvisation Ensemble en Naked Feet Dance Company |          |                 |

#### Musicals
| Voltooid in | Titel                                                                           | Uitvoeringen | Première                                    | Libretto                 | Verdere liedteksten | Choreografie |
| ----------- | ------------------------------------------------------------------------------- | ------------ | ------------------------------------------- | ------------------------ | ------------------- | ------------ |
| 1974        | A Midsummer Night's Dream; samen met: Lai Sui Hang, Lynn Gutter en Janet Thomas |              | 3 oktober 1974, New York                    | naar William Shakespeare |                     | Tisa Chang   |
| 1975        | Hotel Paradiso                                                                  |              | 10 april 1975, New York                     | George Feydeau           |                     | Tisa Chang   |
| 1992        | Cambodia Agonistes                                                              |              | 1994, New York, Pan-Asian Repertory Company | Ernest Abuba             |                     | Tisa Chang   |
| 1997        | Shanghai Lil's                                                                  |              | 1997, New York, St. Clement's Theater       | Lilah Kan                | Lilah Kan           |              |

### Werken voor koren
- 1992 Landscapes of T.S. Eliot, voor gemengd koor en kamerorkest

### Kamermuziek
- 1998 Folk Music, voor trompet en piano (reductie van het werk voor trompet en harmonieorkest)
- Movements, voor strijktrio

### Werken voor piano
- Fantasy, voor twee piano's